# Ponceau 6R
El Ponceau 6R es un colorante azoderivado de color rojo (amarillo/marrón). Se suele emplear como colorante alimentario en la industria donde se denomina con código de referencia: E 126.